# Toray Pan Pacific Open 2024
Il Toray Pan Pacific Open 2024 è stato un torneo di tennis giocato sul cemento. È stata la 47ª edizione del Toray Pan Pacific Open, che fa parte della categoria WTA 500 nell'ambito del WTA Tour 2024. Si è giocato all'Ariake Coliseum di Tokyo, in Giappone, dal 21 al 27 ottobre 2024.

## Partecipanti al singolare

### Teste di serie
| Nazionalità | Giocatrice          | Ranking* | Testa di serie |
| ----------- | ------------------- | -------- | -------------- |
| Cina        | Zheng Qinwen        | 7        | 1              |
| Brasile     | Beatriz Haddad Maia | 10       | 2              |
|             | Dar'ja Kasatkina    | 11       | 3              |
|             | Anna Kalinskaja     | 12       | 4              |
| Spagna      | Paula Badosa        | 15       | 5              |
|             | Diana Šnajder       | 16       | 6              |
| Polonia     | Magdalena Fręch     | 24       | 7              |
| Canada      | Leylah Fernandez    | 34       | 8              |
| Regno Unito | Katie Boulter       | 35       | 9              |
| Cina        | Wang Xinyu          | 39       | 10             |

* Ranking al 14 ottobre 2024.

### Altre partecipanti
Le seguenti giocatrici hanno ricevuto una wild card per il tabellone principale:
- Bianca Andreescu
- Nao Hibino
- Sofia Kenin
- Mika Stojsavljevic

La seguente giocatrice è entrata in tabellone utilizzando il ranking protetto:
- Ajla Tomljanović

Le seguenti giocatrici sono passate dalle qualificazioni:

- Hailey Baptiste
- Priscilla Hon
- Mai Hontama
- Sayaka Ishii
- Zeynep Sönmez
- Mei Yamaguchi

Le seguenti giocatrici sono entrate in tabellone come lucky loser:
- Kyōka Okamura
- Sara Saitō
- Aljaksandra Sasnovič
- Clara Tauson

### Ritiri
Prima del torneo
- Mirra Andreeva → sostituita da  Elisabetta Cocciaretto
- Paula Badosa → sostituita da  Sara Saitō
- Danielle Collins → sostituita da  Magdalena Fręch
- Anna Kalinskaja → sostituita da  Kyōka Okamura
- Marta Kostjuk → sostituita da  Katie Boulter
- Barbora Krejčiková → sostituita da  Veronika Kudermetova
- Elise Mertens → sostituita da  Clara Tauson
- Emma Navarro → sostituita da  Moyuka Uchijima
- Jessica Pegula → sostituita da  Wang Xinyu
- Ljudmila Samsonova → sostituita da  Viktorija Tomova
- Maria Sakkarī → sostituita da  Varvara Gracheva
- Ajla Tomljanović → sostituita da  Aljaksandra Sasnovič
- Donna Vekić → sostituita da  Ajla Tomljanović

Durante il torneo
- Beatriz Haddad Maia
- Sayaka Ishii
- Aljaksandra Sasnovič

## Partecipanti al doppio

### Teste di serie
| Nazione     | Giocatrice         | Nazione       | Giocatrice            | Ranking* | Testa di serie |
| ----------- | ------------------ | ------------- | --------------------- | -------- | -------------- |
| Canada      | Gabriela Dabrowski | Nuova Zelanda | Erin Routliffe        | 7        | 1              |
| Stati Uniti | Asia Muhammad      | Paesi Bassi   | Demi Schuurs          | 42       | 2              |
| Stati Uniti | Sofia Kenin        | Stati Uniti   | Bethanie Mattek-Sands | 48       | 3              |
| Spagna      | Cristina Bucșa     | Romania       | Monica Niculescu      | 58       | 4              |

* Ranking al 14 ottobre 2024.

#### Altre partecipanti
La seguente coppia di giocatrici ha ricevuto una wildcard per il tabellone principale:
- Ayano Shimizu /  Eri Shimizu

### Ritiri
Durante il torneo
- Sofia Kenin /  Bethanie Mattek-Sands

## Punti
| Evento    | V   | F   | SF  | QF  | 2T   | 1T | Q    | Q2   | Q1   |
| Singolare | 500 | 325 | 195 | 108 | 60   | 1  | 25   | 13   | 1    |
| Doppio    | 500 | 325 | 195 | 108 | N.D. | 1  | N.D. | N.D. | N.D. |

## Montepremi
| Evento    | V         | F        | SF       | QF       | 2T       | 1T      | Q2      | Q1      |
| Singolare | 142 000 $ | 87 655 $ | 51 205 $ | 24 910 $ | 13 590 $ | 9 820 $ | 6 603 $ | 3 380 $ |
| Doppio*   | 47 390 $  | 28 720 $ | 16 430 $ | 8 510 $  | N.D.     | 5 140 $ | N.D.    | N.D.    |

*per team

## Campioni

### Singolare
Zheng Qinwen ha sconfitto in finale  Sofia Kenin col punteggio di 7-6(5), 6-3.
- È il quinto titolo per Zheng, il terzo della stagione.

### Doppio
Shūko Aoyama /  Eri Hozumi hanno sconfitto in finale  Ena Shibahara /  Laura Siegemund col punteggio di 6-4, 7-6(3).